# Brachyencyrtus
Brachyencyrtus is een geslacht van vliesvleugeligen uit de familie Encyrtidae. De wetenschappelijke naam van dit geslacht is voor het eerst geldig gepubliceerd in 1959 door Hoffer.

## Soorten
Het geslacht Brachyencyrtus omvat de volgende soorten:
- Brachyencyrtus araneoides (Hoffer, 1957)
- Brachyencyrtus pumilio (Hoffer, 1970)